# Sørvågen
Sørvågen este o localitate din comuna Moskenes, provincia Nordland, Norvegia, cu o suprafață de 0,64 km² și o populație de 465 locuitori (2013).